# Arne Borg
Arne Borg (Stoccolma, 18 agosto 1901 – Vallentuna, 7 novembre 1987) è stato un nuotatore svedese, capace di stabilire 32 primati del mondo durante gli anni venti.
In quel periodo Borg era il più forte nuotatore europeo. A livello mondiale rivaleggiava con il campione statunitense Johnny Weissmuller, di cui fu anche compagno di stanza e di squadra durante i due anni che Borg passò negli Stati Uniti nelle file dell'Illinois Athletic Club. Dal 1921 al 1929 Borg stabilì 32 primati del mondo. Il più longevo fu il record di 19' 07" sui 1500 m stile libero stabilito alla piscina stadio di Bologna il 2 settembre 1927, che resistette imbattuto per undici anni fino al 1938, e rimase europeo fino al 1951. Con quella prestazione, che migliorava il suo precedente primato mondiale di oltre un minuto, Borg fu il primo uomo della storia a nuotare i 1500 m sotto i 20 minuti.
Arne Borg partecipò a tre edizioni dei Giochi olimpici. Nel 1920 fece parte della staffetta 4x200 m svedese che arrivò quarta; a livello individuale partecipò ai 400 m e ai 1500 m, ma non si qualificò per la finale. Nel 1924 Arne Borg vinse tre medaglie: due argenti nei 400 m stile libero e nei 1500 m stile libero, e il bronzo nella staffetta 4x200 m (in cui gareggiava anche il fratello gemello Åke). Alla terza partecipazione olimpica, nel 1928, ottenne il bronzo nei 400 m stile libero ed infine l'oro nei 1500 m stile libero.
Nel 1926 ricevette la Medaglia d'oro dello Svenska Dagbladet, il premio assegnato dal quotidiano Svenska Dagbladet al miglior sportivo svedese dell'anno. Nel 1966 fu inserito nella International Swimming Hall of Fame, la Hall of Fame internazionale del nuoto.